# Smokey Yunick

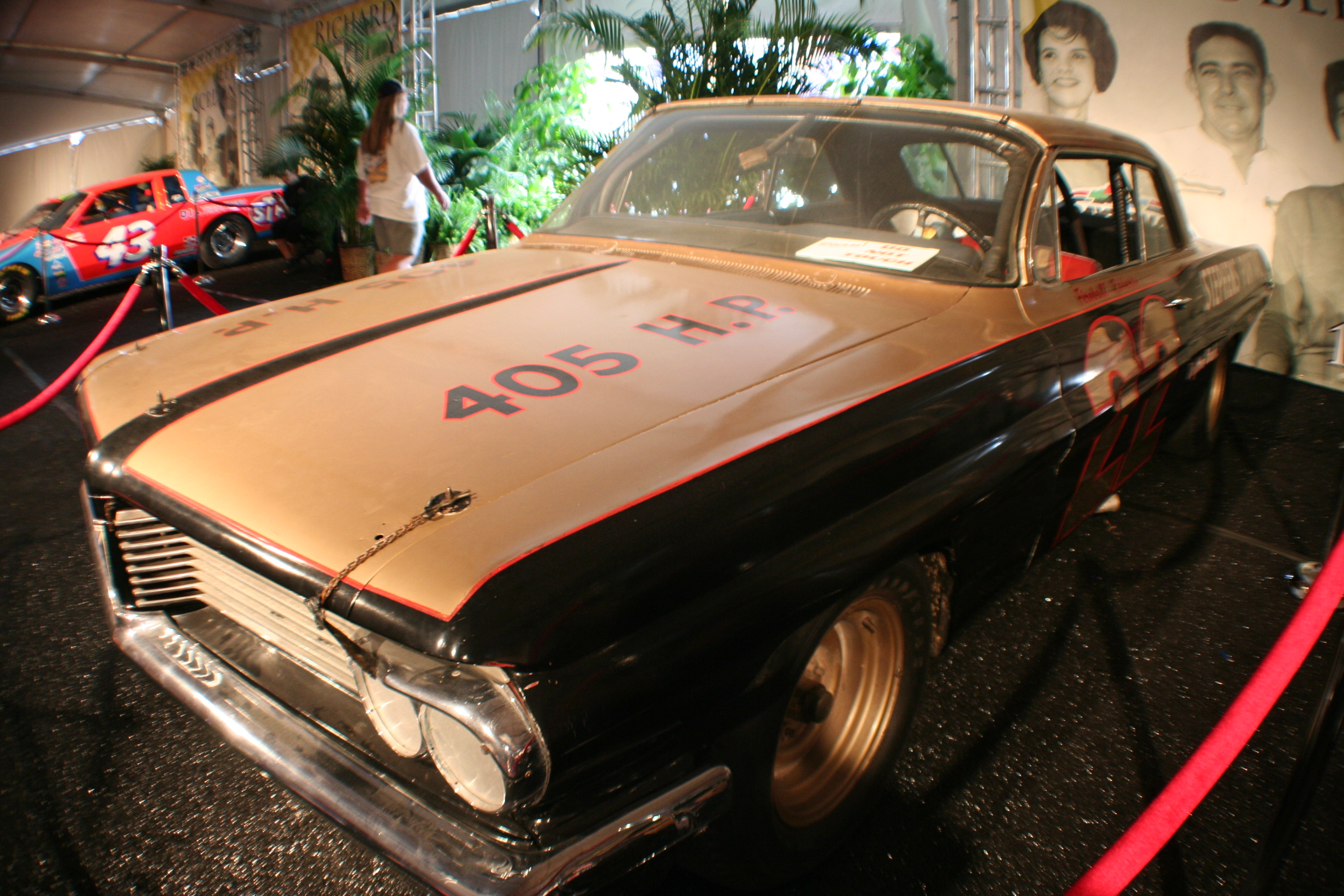
Den Pontiac från 1962, byggd av Smokey Yunick, som Fireball Roberts vann Daytona 500 i samma år.

Henry "Smokey" Yunick, född 25 maj 1923 i Neshaminy, Pennsylvania, död 9 maj 2001 i Daytona Beach i Florida, var en amerikansk racerförare, Nascar-teamägare och bilkonstruktör. Han föddes och växte upp i Pennsylvania. Under andra världskriget tjänstgjorde han som bombplanspilot i en Boeing B-17 Flying Fortress. 1990 invaldes Yunick i International Motorsports Hall of Fame och 2000 i Motorsports Hall of Fame of America. Han konstruerade under många år tävlingsbilar för racing inom Nascar. 
Han hade ett flertal patent inom förbränningsteknik, motorer som han byggde för att få ut mer av motorn. Det handlade inte endast om vanlig motortrimning. Målet var att utnyttja en större del av bränslets effekt och på det sättet kunna sänka bränsleförbrukningen och samtidigt höja effekten och vridmomentet. Detta lyckades han med och samma motor som drog 1,01 l/mil drog istället runt en halvliter/mil. Effekten var avsevärt högre, så också vridmomentet i motorn. Han nyttjade värme från motorn för att värma bränsleångorna före injektion, en teknik som går stick i stäv mot sedvanlig motor- och bränsleteknik. Turbo tryckte mer som en backventil än för just tryck, eftersom upphettning av bränslet i sig skapar ett övertryck. Fördelen med att upphetta bränslet är just en bättre förbränning. Vari hemligheten i en väl fungerande, spikfri motor finns har troligen gått i graven med Smokey.